# Ayako Kawasumi
Pour les articles homonymes, voir Kawasumi.
Ayako Kawasumi (川澄 綾子, Kawasumi Ayako, née le 30 mars 1976 à Tōkyō, Japon) est une seiyū (doubleuse d'anime), ayant débuté en 1997. Elle a participé en tant que doubleuse à plus d'une centaine de séries anime, et à une cinquantaine de jeux vidéo.

## Rôles notables

### Séries télévisées
1997
- You're Under Arrest : Officier (ep 33)

1998
- Outlaw Star (en): Melfina
- B Bidaman Bakugaiden V :
- Dokkiri Doctor : Hideko Ikeda et Shoku
- DT Eightron (en) : Fia
- Guardian Angel Getten : Rishu
- Initial D : Natsuki Mogi (Natalie Mogi)
- Neo Ranga : Aya
- Princess Nine : Azuma Yuki
- Serial Experiments Lain : Mika Iwakura
- Weiß Kreuz : Sayaka

1999
- AD Police: To Serve and Protect : Kyoko Miyano
- Kacho-ohji : Rinko
- Crayon Shin-chan : Ai Suotome (à partir de l'épisode 339)
- Crest of the Stars : Lafiel
- Great Teacher Onizuka : Nomura Tomoko & Naoko Izumi
- Hoshin Engi : Shinyou
- I'm Gonna Be An Angel! : Sara
- Initial D: The Second Stage : Natsuki Mogi (Natalie Mogi)
- Seraphim Call : Kurumi Matsumoto
- ToHeart : Akari Kamigishi
- Yoiko : Amiru

2000
- Argento Soma : Opérateur
- Banner of the Stars : Lafiel
- The Candidate for Goddess : Kazuhi Hikura
- Ceres, The Celestial Legend : Chidori Kuruma
- Gakkou no Kaidan (en) : Hanako
- Gate Keepers : Ruriko Ikusawa
- Mon Colle Knights : Water Angel
- NieA 7 : Mayuko Chigasaki

2001
- Angel Tales : Turtle Ayumi
- Angelic Layer : Kaede Saito
- Banner of the Stars II : Lafiel
- Comic Party : Akari (caméo)
- Gene Shaft :  Chacha
- Great Dangaioh : Manami Mishio
- Groove Adventure Rave : Elie
- Mahoromatic : Mahoro Andō
- Muteki Ō Tri-Zenon : kurara
- Sister Princess : Chikage
- Zoids: New Century Zero : Rinon (Leena) Toros

2002
- Ai Yori Aoshi : Aoi Sakuraba
- Kanon : Kaori Misaka
- Mahoromatic: Something More Beautiful : Mahoro Andō
- Petite Princess Yucie : Elmina
- Piano : Nomura Miu
- Please Teacher! : Koishi Herikawa
- RahXephon : Megumi Shito
- Sister Princess RePure (en) : Chikage
- Tokyo Underground : Jilherts Mesett
- Tokyo Mew Mew : Jacqueline

2003
- .hack//Legend of the Twilight : Hotaru
- Ai Yori Aoshi Enishi : Aoi Sakuraba
- Angel Tales Chu : Turtle Ayumi
- E's Otherwise : Ruri
- Mahoromatic: Summer Special : Mahoro Andō
- Please Twins! : Koishi Herikawa
- Popotan : Unagi
- Scrapped Princess : Winia Chester

2004
- Genshiken : Kanako Ohno
- Girls Bravo First Season : Miharu Sena Kanaka
- Initial D: The Fourth Stage : Natsuki Mogi (Natalie Mogi)
- Kannazuki no Miko : Chikane Himemiya
- Kujibiki Unbalance : Kasumi Kisaragi
- Kurau Phantom Memory : Kurau Amami
- Ninin Ga Shinobuden : Kaede
- Samurai Champloo : Fuu
- This Ugly Yet Beautiful World : Hikari
- To Heart: Remember My Memories : Akari Kamigishi

2005
- Atashin'chi : Emiko
- Banner of the Stars III : Lafiel
- Best Student Council : Sayuri Hida
- Black Jack : Michiru
- Bokusatsu Tenshi Dokuro-chan : Shizuki Minakami
- Canvas 2 ~Niji Iro no Sketch~ : Anna Housen (ep 10)
- Fushigiboshi no Futagohime : Elsa
- Gallery Fake : Sara Harifa
- Girls Bravo Second Season : Miharu Sena Kanaka
- Ginban Kaleidoscope : Tazusa Sakurano
- Gunparade Orchestra : Sakaki Rimei
- He Is My Master : Takami Sugita
- La Fille des enfers : Misato Urano (épisode 5)
- Kyo Kara Maoh! : Ondine
- Oku-sama wa Joshi Kōsei (My Wife is a High School Girl) : Asami Onohara
- Petopeto-san : Kanna Maeda
- Shakugan no Shana : Kazumi Yoshida
- Starship Operators : Rio Mamiya
- Strawberry Marshmallow : Matsuri Sakuragi
- The King of Braves GaoGaiGar Final : Papillon Noir
- The Snow Queen : Gerda
- Trinity Blood : Catherina (10 years old)

2006
- Angel Heart : Yume
- Fate/stay night : Saber
- Fushigiboshi no Futagohime Gyu! : Elsa
- .hack//Roots : Wool
- Kanon (2006) : Kaori Misaka
- Kujibiki Unbalance : Kanako Ohno (première narration)
- Lovely Idol : Aya Hiwatari
- Sōkō no Strain : Sara Werec/Sara Cruz
- Tsubasa: Reservoir Chronicle : Suzuran (épisode 33)
- xxxHolic : Ran (episode 9)
- Yume Tsukai : Tōko Mishima
- Zegapain : Shizuno Misaki/Yehl
- Zero no Tsukaima : Henrietta

2007
- Bokusatsu Tenshi Dokuro-chan 2 : Shizuki Minakami
- Claymore : Elena
- D.Gray-man : Angela/Sophia
- Getsumento Heiki Mina : Sumire Nishiha / Mīna Shiwasu
- Genshiken 2 : Kanako Ohno
- Hitohira : Nono Ichinose
- KimiKiss pure rouge : Tomoko Kawada
- Shattered Angels : Kaon
- Mokke : Shizuru Hibara
- Nodame Cantabile : Megumi Noda
- Potemayo : Mikan Natsu
- Princess Resurrection : Hime
- Romeo x Juliet : Emilia
- Shion no Ō : Shion Yasuoka
- Shining Tears X Wind : Blanc Neige et Clalaclan Philias
- Shakugan no Shana Second : Kazumi Yoshida
- Shinkyoku Sōkai Polyphonica : Eufinley Tsuge
- Sky Girls : Otoha Sakurano
- Skull Man : Kiriko Mamiya
- Zero no Tsukaima: Futatsuki no Kishi : Henrietta de Tristain
- Zombie-Loan : Kōume

2008
- Kanokon : Chizuru Minamoto
- Shina Dark : Noel D. Buche[1]
- To Love-ru : Saki Tenjōin
- Zero no Tsukaima: Princesses no Rondo : Henrietta de Tristain
- Kyōran Kazoku Nikki : Dr.Eru
- Macademi Wasshoi! : Eineus The Vergest
- Nodame Cantabile: Paris Chapter : Megumi Noda
- Real Drive : Holon
- Skip-Beat!: Ruriko Matsunai
- Black Butler (Kuroshitsuji) : Queen Victoria, Girl (épisode 6)
- Kemeko Deluxe! : Fumiko Kobayashi
- Kiku-chan to ookami : Kiku-chan

2009
- Pandora Hearts : Alice
- Tetsuwan Birdy: Decode Season 2 : Shouko
- Maria-sama ga Miteru 4th season : Hosokawa Yuuko
- The Tower of Druaga: The Sword of Uruk : Kirie
- Hayate no Gotoku 2nd Season : Athena Tennōsu
- Shinkyoku Sōkai Polyphonica Crimson S : Eufinley Tsuge
- 07-Ghost : Sister Atena
- Queen's Blade : Leina
- Umineko no Naku Koro ni : Lion Ushiromiya
- Pokémon: Diamond and Pearl: Galactic Battles : Urara
- Toaru Majutsu no Index : Laura Stuart
- Fight Ippatsu! Jūden-chan!! : Reika Galvani
- Battle Spirits: Shōnen Gekiha Dan : Mai Viole
- Hatsukoi Limited : Sumire Fudounomiya
- Black Butler (Kuroshitsuji) : Queen Victoria
- Tatakau Shisho : Siron

2010
- Cobra The Animation : Ellis
- Nodame Cantabile: Finale : Nodame
- Ladies versus Butlers! : Tomomi Saikyo
- The Qwaser of Stigmata : Miyuri Tsujidō
- Gintama : Gedomaru
- Maid Sama! : Ayuzawa Minako
- Night Raid 1931 : Shizune Yusa
- Bakuman : Kō Aoki/Yuriko Aoki
- Okami-san and her Seven Companions : Otsuu Tsurugaya
- Toaru Majutsu no Index II : Laura Stuart

2011
- Bakuman 2 : Kō Aoki/Yuriko Aoki
- Fate/Zero : Saber
- Toaru Majutsu no Index II : Laura Stuart
- Hidan no Aria : Jeanne d'Arc
- Fairy Tail : Marl
- Ro-Kyu-Bu! : Hatsue Nobidome
- Shakugan no Shana III Final : Kazumi Yoshida
- Shinryaku!? Ika Musume : Ayumi Tokita

2012
- Zero no Tsukaima F : Henrietta de Tristain
- AKB0048 : Sayaka Akimoto The 10th / Akira Igarashi
- Fate/Zero 2nd Season : Saber
- Accel World : Blood Leopard
- Girls und Panzer : Kay
- Tari Tari : Haruka Tanaka
- JoJo's Bizarre Adventure : Erina Pendolton
- Bakuman 3 : Kō Aoki/Yuriko Aoki
- Sakurasou no Pet na Kanojo : Rita Ainsworth

2013
- AKB0048 Next Stage : Sayaka Akimoto The 10th / Akira Igarashi
- Hayate no Gotoku Cuties : Athena Tennōsu (ver. Alice)
- Fate/kaleid liner Prisma Illya : Saber Alter
- Beyond the Boundary : Izumi Nase
- Unbreakable Machine-Doll : Avril

2014
- Amagi Brilliant Park : Moffle
- Fate/stay night: Unlimited Blade Works : Saber
- Fūun Ishin Dai Shogun : Kiriko Hitoribe
- Ping Pong the Animation : Yurie
- selector infected WIXOSS : Hanayo
- Sword Art Online II : Aki Natsuki
- Terra Formars : Nanao Akita
- Witchcraft Works : Komachi Takamiya

2015
- Assassination Classroom : Aguri Yukimura (épisode 1, flashback)
- Death Parade : Machiko
- Kantai Collection : Ōyodo
- Fate/stay night: Unlimited Blade Works S2 : Saber
- Food Wars! : Fuyumi Mizuhara
- Seraph of the End: Battle in Nagoya : Aoi Sangu

2016
- Assassination Classroom (Saison 2) : Aguri Yukimura
- Maho Girls PreCure! : Loretta

OAV
- Tristia of the Deep-Blue Sea : Nanoca Flanka
- Strawberry Marshmallow OVA : Matsuri Sakuragi
- Usagi-chan de Cue : Miku
- Kai Toh Ran Ma: The Animation : Mayura
- Gundam Evolve : Red Snake
- Shakugan no Shana Special : Kazumi Yoshida
- Sky Girls OVA : Otoha Sakurano
- Banner of the Stars III : Lafiel
- Dai Mahō Tōge : Anego
- Angel Sanctuary : Sara Mudo
- Guardian Angel Getten OVA
- Tournament of the Gods : Shizuku-hime
- Hamtaro
- .hack//G.U. : Atoli
- Nakoruru ~Ano Hito kara no Okurimono~ : Manari
- Bokusatsu Tenshi Dokuro-chan : Shizuki Minakami
- The King of Braves GaoGaiGar Final OVA : Papillon Noir
- One: Kagayaku Kisetsu e : Mizuka Nagamori
- Air Gear: Kuro no Hane to Nemuri No Mori : Simca
- Sorcerer on the Rocks : Taru-Ho
- Starlight Scramble Ren'ai Kohosei : Megumi
- Be Rockin'  : Kaori
- Carnival Phantasm : Saber

Web
- Azumanga Daioh : Ayumu Kasuga a.k.a. Osaka

Films
- Fate/stay night Unlimited Blade Works : Saber
- Ah! My Goddess: The Movie : Morgan le Fay
- King of Thorn (Laura Owen)
- Initial D Third Stage : Natsuki Mogi
- Kino's Journey: Country of Illness -For You- : Inertia
- Crayon Shin-chan: Rumble in the Jungle : Ai Suotome
- Shakugan no Shana movie : Kazumi Yoshida
- Brave Story : Mysterious girl
- Sin: The Movie : Elise Stewart

### OVA
- Angel Sanctuary : Sara Mudō
- Aoi umi no tristia : Nanoca Flanka
- Dai Mahō Tōge : Anego
- One: Kagayaku Kisetsu e  : Mizuka Nagamori
- Shakugan no Shana Special : Kazumi Yoshida
- Sky Girls OVA : Otoha Sakurano
- Strawberry Marshmallow OVA : Matsuri Sakuragi
- Fate/stay night: Heaven's Feel I : Saber
- Fate/stay night: Heaven's Feel II : Saber et Saber Alter
- Fate/stay night: Heaven's Feel III : Saber Alter

### Films
- Ah! My Goddess: The Movie : Morgan le Fay
- Brave Story : une fille mystérieuse
- Crayon Shin-chan Arashi wo yobu jungle : Ai Suotome
- Crayon Shin-chan Densetsu wo yobu Odore! Amigo! : Ai Suotome
- Fate stay night Unlimited Blade Works : Saber
- Kino's Journey: Country of Illness -For You- : Inertia

### Jeux vidéo
- girl x batlle 2 : Michel
- League of Legends : Leona
- .hack//G.U. : Atoli
- Aoi umi no tristia : Nanoca Flanka
- Dead or Alive series: Kokoro
- Fate/stay night: Saber
- Castle of Shikigami III : Sayo Yuuki
- Nendoroid Generation: Saber
- Phantasy Star Portable 2 : Lumia Waber
- Wild Arms : The 4th Detonator :Yulie Ahtreide
- Fate/Grand Order: Altria Pendragon
- Genshin Impact: Shenhe
- Azur Lane: King George V
- Epic Seven: Bellona
- Tales of Arise : Naomi Imeris

### Autres
- Magical Marine Pixel Maritan : Navy-san

## Discographie

### Album
- Primary (sortie le 21 mars 2002)
- AA (double A) album avec Ai Shimizu (sortie le 8 octobre 2004)